# Cicvare
Cicvare es una localidad de Croacia en el ejido de la ciudad de Pakrac, condado de Požega-Eslavonia.

## Geografía
Se encuentra a una altitud de 498 m s. n. m. a 152 km de la capital nacional, Zagreb.

## Demografía
Para la fecha del censo 2011 y 2012 la localidad se encontraba deshabitada.
| Gráfica de población de Cicvare 1857-2021 |
|                                           |